# Rencontres musicales d'Évian

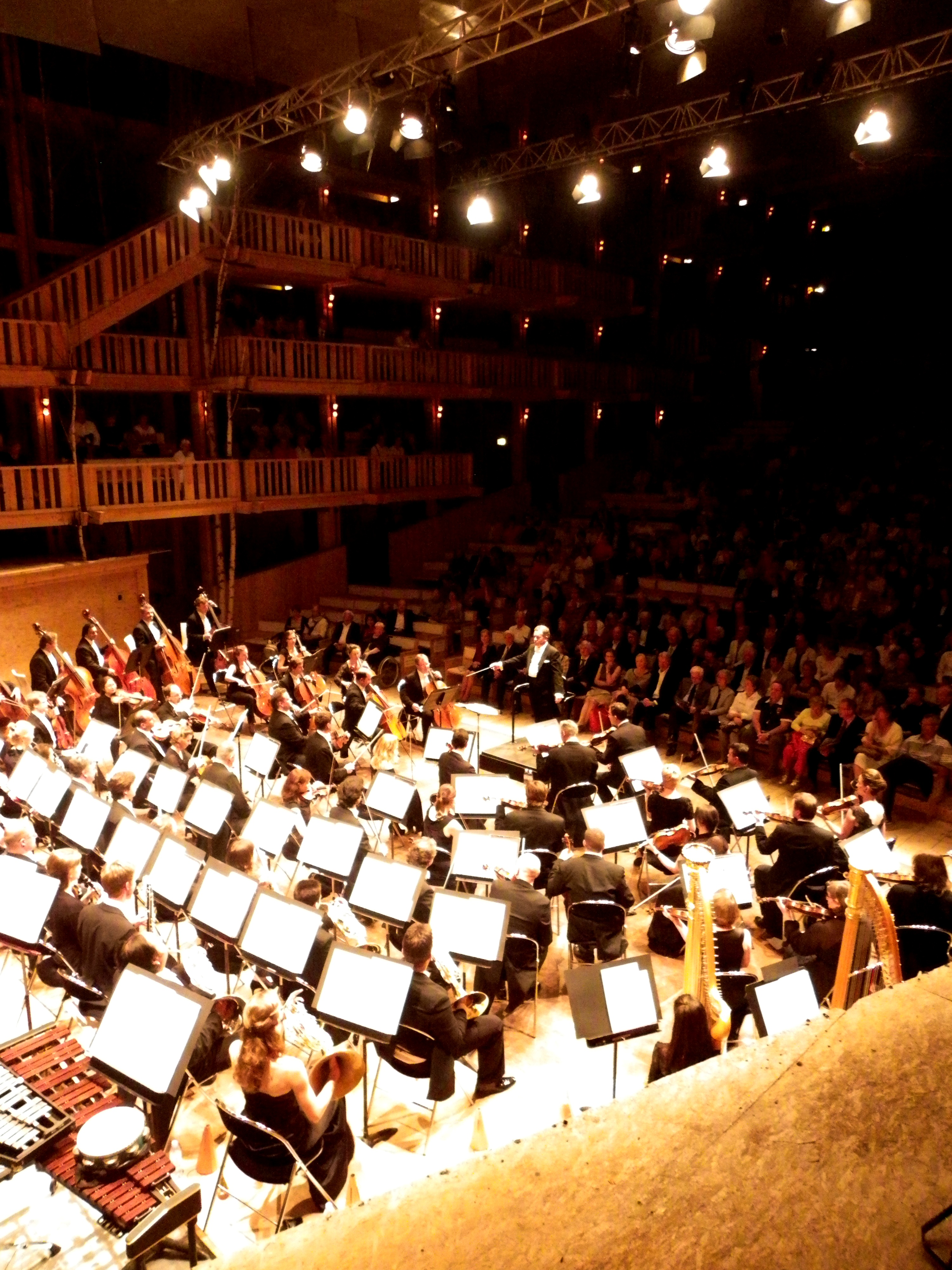
Escales musicales - Grange au Lac 2012.

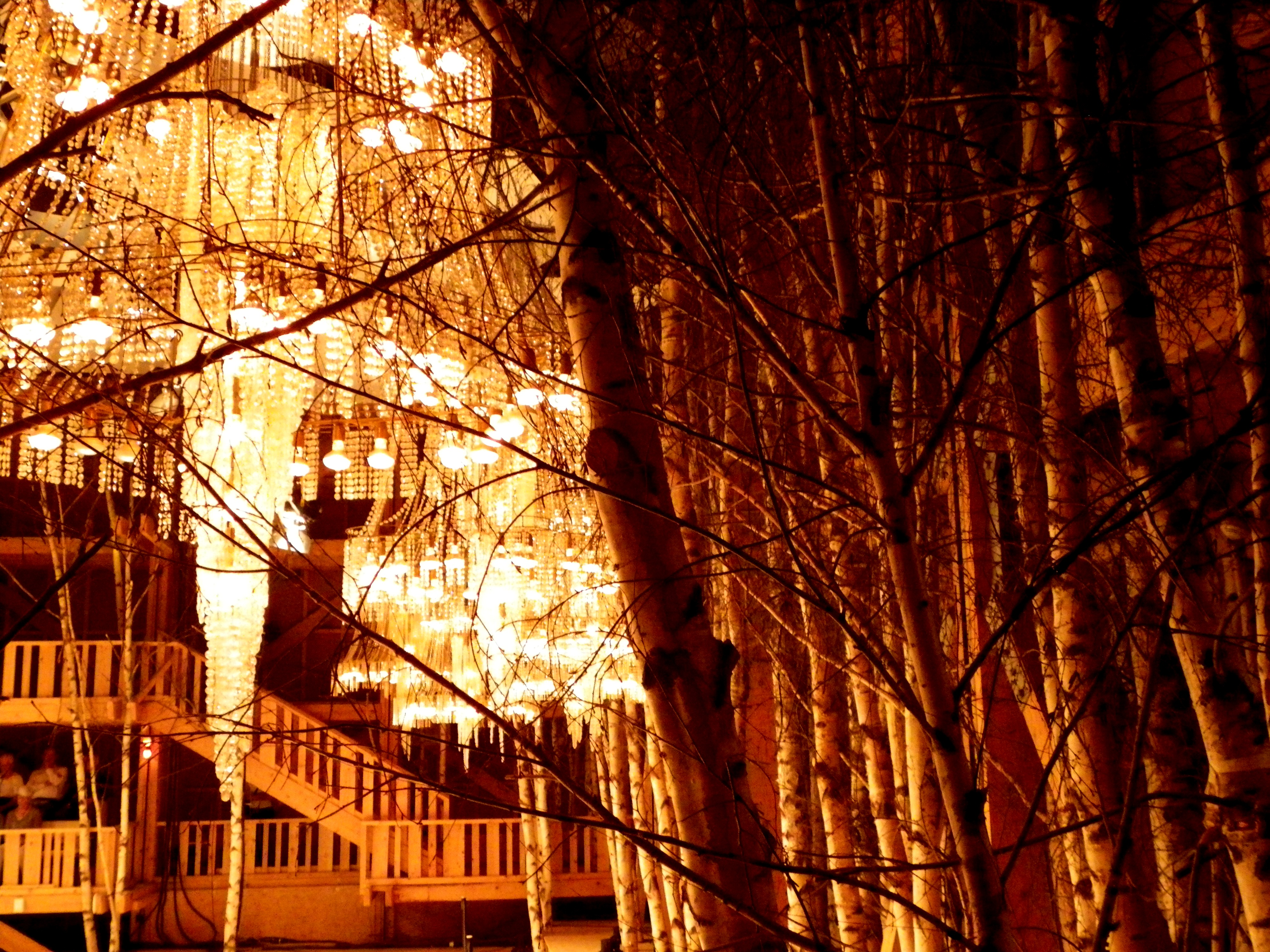
Grange au Lac - Evian.

Les Rencontres musicales d'Évian, anciennement les Escales musicales; sont un festival de musique de chambre à Évian-les-Bains ayant lieu à la Pentecôte. Créé en 1976 par Serge Zehnacker, chef d'orchestre, et Robert Lassalle, alors directeur général des activités touristiques, sous l'impulsion d'Antoine Riboud, alors PDG du groupe Danone, il a longtemps été placé sous la direction du violoncelliste Mstislav Rostropovich, avant en 2014 de passer sous la direction artistique du Quatuor Modigliani.
Les concerts ont lieu à la Grange au Lac et au théâtre du Casino au sein de l'Evian Resort.

## Histoire
Lors de sa création en 1976, le rendez-vous musical, est intitulé Jeunes Musiciens sans Frontières. En 1985, Mstislav Rostropovich, grand ami d'Antoine Riboud, est nommé président du festival. Il y invite les plus grandes phalanges et les plus grands musiciens de la scène internationale, et donne à l'événement une envergure majeure.
En 1977, Serge Zehnacker crée le célèbre Concours international de quatuor à cordes ; dirigé à partir de 1988 par Alain Meunier, il quitte Évian pour Bordeaux dix ans plus tard.
En 1993, Antoine Riboud offre à Mstislav Rostropovich une salle à la hauteur du festival : la Grange au Lac. Construite par l'architecte Patrick Bouchain, la Grange au Lac, réalisée en lattes de cèdre rouge, plafond recouvert d'écailles d'aluminium et ayant six lustres en cristal de Murano et de Bohême, se situe au cœur du parc de l'Evian Resort, entre l'Hôtel Royal et l'Hôtel Ermitage.
À la suite de Serge Zehnacker et d'Hervé Corre de Valmalète, les directeurs des débuts, c'est la veuve de Pablo Casals, Marta Casals Istomin, qui prend la direction du festival à partir de 1991. La fille de Rostropovich, Elena Rostropovich, lui succède en 1998. Quelques années plus tard, son père quitte la présidence et le festival prend fin. Interrompues en 2001, les Rencontres laissent alors place aux Escales Musicales, trois journées de concerts à la Pentecôte. Sous la direction du chef d'orchestre Laurence Dale, le nouveau festival anime la vie évianaise pendant douze ans.
L'appellation Escales musicales s'impose en 2001. La direction artistique en a été assurée par le chef d'orchestre et metteur en scène Laurence Dale entre les années 2001 et 2013.

### Les nouvelles Rencontres
En 2013, le Groupe Danone décide de relancer les RME et en confie la direction artistique au Quatuor Modigliani. La nouvelle édition se consacre à la musique de chambre, du récital solo aux petites formations orchestrales. La première édition a eu lieu du 8 au 14 juillet 2014 ; un festival OFF, des classes de maîtres et des conférences gravitent autour des quinze concerts.
Les nouvelles Rencontres musicales sont partenaires de la Maison des Arts Thonon-Évian, de la Ville d'Évian et de l'Académie musicale d'Evian.